# Mentzichthys
Mentzichthys is een geslacht van uitgestorven beenvissen, behorend tot de Actinopterygii. Het leefde in het Laat-Devoon (ongeveer 360 - 355 miljoen jaar geleden) en zijn fossiele overblijfselen zijn gevonden in Zuid-Afrika.

## Naamgeving
Het geslacht Mentzichthys werd voor het eerst beschreven in 1965 door Jubb, op basis van fossiele resten gevonden in bodems van het Laat-Devoon in Zuid-Afrika; de typesoort is Mentzichtys walshi, maar in 1969 beschreef Gardiner andere soorten (Mentzichthys theroni, Mentzichthys maraisi, Mentzichthys jubbi) die steeds uit het Zuid-Afrikaanse Laat-Devoon kwamen.

## Beschrijving
Deze vis was meestal ongeveer tien centimeter lang en had een bijzonder slank uiterlijk. Het hoofd was smal en langwerpig, terwijl de snuit erg kort was; de oogkassen waren groot en ver naar voren gepositioneerd, en staken zelfs uit buiten de voorste rand van de kaken. De rugvin stond erg naar achteren, in wezen tegenover de anaalvin; beide vinnen waren groot van formaat. De borstvinnen waren daarentegen vrij klein, evenals de buikvinnen die ongeveer in het midden van het lichaam waren geplaatst. De staartvin was heterocercaal, maar de bovenste en onderste lobben waren bijna even groot. De schubben waren bijna vierkant van vorm en klein van formaat, en waren in schuine rijen gerangschikt.

## Fylogenie
Mentzichthys is toegeschreven aan de Rhabdolepididae, bestaande uit verschillende soorten archaïsche actinopteryge vissen met kleine schubben; het lijkt er echter op dat Mentzichthys meer verschillende basale kenmerken bezat die hem dichter bij andere vormen van actinopterygen uit het Devoon zouden brengen, zoals Mimipiscis en Moythomasia. Een andere verwante vorm uit het Zuid-Afrikaanse Devoon is Namaichthys.